# Alberto Ramírez Torres (futbolista mexicano)
Alberto Ramírez Torres (n. Puerto Vallarta, Jalisco, 1 de febrero de 1986) es un futbolista mexicano. Juega en la posición de mediocampista en el Alebrijes de Oaxaca.

## Trayectoria
Debutó el 8 de febrero de 2004 en un partido que empató su equipo Tecos UAG 1-1 ante América, entró al 71 por Juan Pablo Rodríguez. De allí se consolidó en Estudiantes Tecos de 2009 hasta 2011. En 2013 regresó al fútbol, con Ballenas Galeana, y en el 2014 llegó a Zacatepec, vía libre.

## Clubes
| Club                | País   | Año       |
| ------------------- | ------ | --------- |
| Tecos UAG           | México | 2003-2009 |
| Estudiantes Tecos   | México | 2009-2010 |
| Ballenas Galeana    | México | 2013-2014 |
| Club Zacatepec      | México | 2014-2015 |
| Alebrijes de Oaxaca | México | 2015-2017 |